# Китов, Ахмед Исмаилович
Ахме́д Исмаи́лович Ки́тов (1928—2005) — советский учёный, психолог, доктор психологических наук, профессор, заслуженный деятель науки Российской Федерации. Основатель направления экономической психологии в отечественной психологии. Автор трудов по психологии управления и экономической психологии. Черкес.

## Биография
Ахмед Исмаилович Китов родился 31 августа 1928 года в ауле Зеюко Хабезского района Карачаево-Черкесии.
В декабре 1948 года призван на действительную военную службу.
В 1954 году окончил Калининградский педагогический институт.
В 1968 году окончил адъюнктуру при Военно-политической академии им. Ленина и защитил диссертацию на соискание степени кандидата педагогических наук (по психологии).
До 1971 года работал научным сотрудником в ВПА.
В 1971-74 гг. старший преподаватель кафедры психологии и педагогики ВПА.
С 1974 года — начальник кафедры психологии управления Академии МВД СССР.
В декабре 1974 года, после более чем 25 лет службы, вышел в отставку в звании полковника.
С 1977 г. заместитель начальника Академии МВД.
С 1979 г. профессор Академии народного хозяйства СССР.

## Научная деятельность
Ахмед Исмаилович имеет 120 публикаций, в том числе 20 — в зарубежной печати. Среди его работ — первый в стране учебник по психологии управления для ВУЗов, монографии «Психология хозяйственного управления» (1984) и «Экономическая психология» (1987), 18 учебных пособий. За 55 лет своей преподавательской работы он подготовил свыше 30 кандидатов наук.
В Академии МВД А. И. Китов стал первым начальником кафедры психологии управления и первым председателем диссертационного совета по юридической психологии (1975).
Один из основателей и первый руководитель научного общества Карачаево-Черкесской республики.
Член Российского психологического общества.

## Основные научные труды
- А. И. Китов, В. Н. Ковалев, В. К. Лужеренко. Современная армия и дисциплина.. — М., 1976.
- Китов А.И. Психология управления. В 4 ч.. — М.: Академия МВД, 1979.
- Китов А.И. Психология управления.. — М.: Академия МВД, 1979.
- Китов А.И. Психология хозяйственного управления.. — М.: Профиздат, 1984.
- Китов А.И. Экономическая психология.. — М., 1987.
- Китов А.И. Личность и перестройка: заметки психолога.. — М., 1990. — ISBN 5-255-00151-1.